# Mars blessé par Diomède
Mars blessé par Diomède est une peinture à l'huile sur toile réalisée par l'artiste Gabriel-François Doyen en 1781 et exposée au Salon la même année. Commandée par la direction des bâtiments du roi à la Manufacture des Gobelins, cette peinture s’inscrit dans une série de cartons de tapisserie consacrés à l’Iliade.

## Historique de l'œuvre
Gabriel-François Doyen est rémunéré à hauteur de 6 000 livres entre 1782 et 1785 pour cette huile sur toile[réf. nécessaire]. Le carton de tapisserie, commandé par la direction des bâtiments, est rejeté par le jury de classement des modèles[réf. nécessaire]. Il est cependant tissé deux fois, une première fois entre 1804 et 1810, et une seconde fois en 1818. La première pièce sera offerte à l'archiduc Ferdinand d'Autriche et est aujourd’hui dans la Sala degli Otto du Palazzo Vecchio, à Florence. L’autre exemplaire a quant à lui disparu lors d’un incendie au musée du Louvre en 1871[réf. nécessaire]. 
En 1872, l’exécution du décret[lequel ?] rendu par le Président autorise le dépôt, dans les divers musées de France, d’un certain nombre d’objets d’art provenant des collections du musée du Louvre. Le carton de tapisserie Mars blessé par Diomède est alors déposé par le Louvre au musée de Poitiers en 1873.
Les archives évoquent une gravure de la toile d’après Albert Bessé en 1923. Une première restauration du tableau, consistant au recollage d’une partie des deux lais, a lieu en avril 1951[réf. nécessaire].
Le 18 juin 2015, par transfert de propriété de l’État à la ville de Poitiers, le tableau est acquis par le Musée Sainte-Croix.  

## Sources textuelles
Le sujet, tiré du chant V de l'Iliade, montre le combat entre Mars et Minerve durant la guerre de Troie.

« Dès que Mars, le fléau des hommes, voit le noble Diomède, il laisse Périphas à la place où ce héros vient de périr, et marche à la rencontre du vaillant fils de Tydée. Quand ils sont près l'un de l'autre, Mars, impatient d'immoler son ennemi, étend avec rapidité sa lance d'airain au-dessus du joug et des rênes ; mais Minerve détourne le coup en saisissant l'arme et en l'écartant du char. Diomède à la voix sonore se précipite à son tour sur le dieu de la guerre et lui lance son javelot d'airain : Minerve dirige le trait dans les flancs tout près de la ceinture ; le héros, après avoir déchiré la peau délicate et belle du dieu de la guerre, retire son javelot de la plaie sanglante. Alors le redoutable Mars pousse des cris semblables aux bruyantes clameurs de neuf et même de dix mille combattants qui se rencontreraient dans une mêlée furieuse. Les Troyens et les Grecs sont saisis d’épouvante, tant est forte et puissante la voix de l'insatiable Mars. »

— L'Illiade.

## Description
L’instant représenté par Gabriel-François Doyen est celui où Mars arrache de son côté le javelot que lui a lancé Diomède, et dont la trajectoire a été guidée par Minerve. Il s’agit du moment de lutte que choisit de représenter l’artiste, qui oppose par un habile contraste[Interprétation personnelle ?] le calme de Minerve et Diomède à la rage des guerriers groupés et de Mars.
Minerve, qui protège le héros grec, tient elle-même les rênes des fougueux coursiers de son char, et le couvre de son égide. Son assistance, puissante, a aidé Diomède à lutter avec avantage contre le dieu de la guerre et à le blesser. Mars, renversé au sol, arrache le fer de sa blessure en jetant un cri épouvantable.

## Accueil au Salon
Mars blessé par Diomède est présenté lors du salon de 1781. Le tableau n’est pas apprécié, notamment par Diderot :

« Ce tableau blesse les yeux tant il papillote ; c'est un amas tumultueux et confus de figures. Quand on a le courage de l'étudier et d'en débrouiller le chaos, on trouve de l'expression dans les têtes, des choses bien rendues et avec sentiment ; mais nulle distinction de plans, nulle dégradation entre eux. La couleur est factice. Les chevaux qui traînent le char sont mal dessinés, ils ont le cou aussi long que le corps, la croupe en cerceau et sans mouvement. C'est un mauvais tableau où il y a de très beaux détails. »

— Diderot, Les Salons, 1759-1781, p. 34.

« Cette toile découpée d'une certaine manière, disait quelqu'un, on en prendrait volontiers les lambeaux pour l'ouvrage de nos plus grands maîtres. — Ah ! répondit un amateur fort instruit, cela est d'autant plus probable que presque toutes les figures qui composent ce tableau sont prises d'après Rubens et Le Brun. »

— Ibid.
Avec les années, le style de Doyen devient de « plus en plus rubénien » d’après Marc Sandoz[réf. nécessaire]. En effet, ce dernier est agité, coloré et riche en contrastes lumineux.
La composition, mouvementée, n’est pas sans rappeler l’une des peintures du Salon de la Guerre de Versailles, Bellone en fureur, achevée en 1686 par Charles Le Brun. Bellone y est représentée sur un char tiré par deux chevaux fougueux. Ces derniers passent sur le corps d’un homme renversé auprès d’armes diverses dispersées au sol, rappelant le guerrier Mars de Gabriel-François Doyen. La déesse tient dans sa main gauche un bouclier, et dans sa main droite une épée dressée, position similaire à celle de Doyen.